# Soborna-Platz (Dnipro)
Koordinaten: 48° 27′ 25″ N, 35° 3′ 54″ O
Der Soborna-Platz (ukrainisch Соборна площа) ist der älteste und historisch bedeutendste Platz am Dmytro-Jawornyzkyj-Prospekt in Dnipro (Stadtteil Sobor) und beheimatet Architekturdenkmäler von nationaler Bedeutung. Hervorhebenswert ist auch seine Fläche, denn mit seinen 120.000 m² ist er einer der größten Plätze Europas.

## Geschichte
Der vom französischen Architekten Claude Geru (russisch Клод Геру) erstmals im Jahre 1786 geplante Platz wurde im ersten Städtebauplan für das damalige Jekaterinoslaw entwickelt. In seiner mehr als 200-jährigen Geschichte wurde das Erscheinungsbild des Platzes sowohl architektonisch als auch landschaftlich oft verändert. So beheimatet er mindestens vier verschiedene Architekturstile, unter anderem den Klassizismus und den Jugendstil.
So oft wie sein Erscheinungsbild geändert wurde, so oft wurde wohl auch der Name geändert. In den ersten Städtebauplänen hieß der Platz noch Kathedralenplatz/„Domplatz“ (russisch Соборная Transkription „Sabornaja“). Mitte des 19. Jahrhunderts wurde der Platz von den Anwohnern „Jahrmarktsplatz“ (russisch Ярмарочная (площадь)) genannt. Nach der Eröffnung der Verklärungskathedrale wurde der Name des Platzes wieder in „Kathedralenplatz“ (russisch Соборная) geändert, und diesen behielt der Platz bis zur Oktoberrevolution, im Zuge derer der Platz 1919 seinen bis 2015 gültigen Namen „Oktoberplatz“ bekam.

## Gestaltung und Bebauung
Auf dem Gebiet des heutigen Platzes befinden sich folgende Gebäude:
- Das Historische Museum Dnipro
- Das Diorama zur Schlacht am Dnepr
- Die Verklärungskathedrale (ukrainisch Спасо-Преображенський кафедральний собор)
- Das Denkmal für die gefallenen Verteidiger von Recht und Ordnung (russisch Мемориал памяти погибшим защитникам правопорядка)
- Das Museum der Geschichte des Komsomol (siehe Komsomol) (russisch Музей истории комсомола)
- Die größte Sammlung von sogenannten „Stein-Babas“ (ukrainisch Баби кам'яні) bzw. (russisch каменные бабы) der Ukraine.